# Église Notre-Dame de Vauvert de La Palud-sur-Verdon
L'église Notre-Dame de Vauvert, est située sur la commune de La Palud-sur-Verdon dans le département des Alpes-de-Haute-Provence en France.

## Histoire
Sa nef comprend six travées ; elle est voûtée en plein cintre. Son clocher, en petit appareil régulier, orné de bandes lombardes, date du XIe siècle. La sacristie est installée dans l’ancienne chapelle seigneuriale (fin du XVe siècle ou début du suivant), voûtée sous croisée d’ogives
Son clocher est inscrit au titre des Monuments historiques par arrêté du 29 novembre 1927.